# Reach Down
«Reach Down» es una canción de la banda de grunge Temple of the Dog. Es la segunda canción de su único álbum de estudio, Temple of the Dog.

## Origen y grabación
Esta fue una de las dos primera canciones en ser escritas por Chris Cornell en memoria de Andy Wood luego de volver de Europa con Soundgarden.
Debido a que estas canciones sonaban distinto a lo que usualmente Soundgarden toca, Cornell contactó a dos de los antiguos miembros de Mother Love Bone para grabar los temas, poniéndolos en una situación en la que podrían seguir haciendo música.
Al principio la idea de Chris era grabar las canciones y lanzar un sencillo, pronto la idea fue descartada por Cornell al considerarla como "una idea estúpida". En su lugar decidieron escribir más material para grabar un EP o un álbum entero.

## Letra
La canción fue escrita en honor a Andrew Wood, quien murió de una sobredosis de heroína en 1990. Debido a su duración de más de 11 minutos la canción habla sobre distintos temas, como cuando habla sobre un sueño que tuvo con Andy o la mención que hace sobre la tierra prometida.

## Interpretaciones en vivo
"Reach Down" fue interpretada por primera vez el 13 de noviembre de 1990 en Seattle, Washington en el Off Ramp Café. Fue interpretada en el festival Lollapalooza en 1992. El 3 y 4 de septiembre de 2011 Chris Cornell se unió a Pearl Jam para interpretar algunos temas de Temple of the Dog y Mother Love Bone, entre ellos Reach Down.